# Sint Antoniesbreestraat
De Sint Antoniesbreestraat is een winkelstraat tussen de Amsterdamse Nieuwmarkt en de Jodenbreestraat, in de Nieuwmarktbuurt in Amsterdam-Centrum.
Op de hoek van de Nieuwe Hoogstraat en Sint Antoniesbreestraat is een ingang van het metrostation Nieuwmarkt.
De Sint Antoniesbreestraat loopt vanaf de voormalige Sint Antoniespoort (nu de Waag), naar de Sint Antoniessluishoogwaterkering (tussen de Zwanenburgwal en Oude Schans). De verlenging over de Sint Anthoniebrug in zuidelijke richting noemt men sinds de tweede helft van de 17e eeuw de Jodenbreestraat.
In de straat is een aantal vitrines tegen de gevels geplaatst om ruimte te bieden aan tijdelijke exposities. Van 1 oktober 2022 tot 1 mei 1 mei 2023 exposeerde daar René Smulders (Heemskerk, 1955; Amsterdamse Hogeschool voor de Kunsten) onder de titel Couleur locale. De kleuren voor de abstracte werken had hij in de buurt gevonden en werkte het verder uit,

## Geschiedenis
De Sint Antoniesbreestraat ontleent zijn naam mogelijk aan het Sint Antoniesgasthuis of Leprozenhuis, dat ongeveer lag waar nu de Nieuwe Amstelstraat en het Mr Visserplein liggen. Binnen de muren van de oude stadskern lag de Zeedijk. In het verlengde lag, buiten de stadsmuren, de Sint Antoniesdijk met halverwege de Sint Antoniesluis. Nog steeds heeft de Sint Antoniesbreestraat de functie van primaire waterkering.
In de 17e eeuw was de Sint Antoniesbreestraat een kunstenaarsbuurt. Rembrandt van Rijn woonde van 1631 tot 1635 bij de kunsthandelaar Hendrick van Uylenburgh, Jodenbreestraat 2. Tussen 1639 en 1656 bewoonde hij Jodenbreestraat 4, het huidige museum Rembrandthuis.
Justus en Johannes Vingboons, hun vader, de kunstschilderDavid Vinckboons, Roelant Savery, Esaias Boursse, Pieter Lastman - bij wie Rembrandt een half jaar in de leer was - woonde voor de sluis. Nicolaes Eliasz. Pickenoy, Cornelis van der Voort, Pieter Codde, en zijn buurman Pieter Potter, de vader van Paulus Potter, Willem Kick en de vioolbouwer Hendrik Jacobsz. woonden "over de sluis". Daar woonden ook de latere burgemeesters Johan Huydecoper van Maarsseveen, Gillis Valckenier en de koopman Nicolaes van Bambeeck.
In de 18e eeuw woonden Daniël Marot en Willem Godschalck van Focquenbroch in de straat.

### Tweede Wereldoorlog
De straat ligt in de voormalige Amsterdamse Jodenbuurt. Baruch Spinoza groeide op achter de Jodenbreestraat, waar de Sefardische gemeente haar eerste synagoge had. In de Sint Antoniesbreestraat en zijstraten ontstond een levendige handel in textiel, maar ook in vodden. Tijdens de Tweede Wereldoorlog zijn veel Joden door de bezetter op transport gesteld naar concentratiekampen. Na 1945 bleven de huizen leeg, het hout was tijdens de hongerwinter gesloopt als brandhout. Veel verkrotte huizen werden gesloopt. Ook het voor de familie De Pinto, een rijk Portugees-joods geslacht van kooplieden en bankiers, gebouwde Huis De Pinto, (1680) Sint Antoniesbreestraat 69, werd met sloop bedreigd.

### Behoud en restauratie
In de jaren 1960 werd door de vroegere Lastage een autoweg en een metrolijn gepland. Onder bezielende leiding van monumentenactivist Geurt Brinkgreve werd tussen 1967 en 1975 geijverd voor het behoud van het Huis De Pinto. De krakers en de in 1971 opgerichte Stichting De Pinto, een initiatief van Geurt Brinkgreve, wisten het pand uiteindelijk te behouden. De stichting liet het zwaar verwaarloosde huis in 1974-'75 restaureren. Met het behoud van dit strategisch gelegen huis, werd de aanleg geblokkeerd van de omstreden brede vierbaansweg door de Nieuwmarktbuurt, die onderdeel was van het 'Wederopbouwplan' uit 1953. Op 5 januari 1972 werd door de gemeenteraad met één stem verschil besloten deze Lastageweg niet aan te leggen en de nieuwe bebouwing volgens de oude rooilijnen te bouwen. Ook kwamen er geen kantoren maar woningen. Tussen 1975 en 1984 verrezen rondom het Pintohuis langs de oude rooilijnen nieuwbouwwoningen van onder meer architect Hans Hagenbeek. De aanleiding tot de Nieuwmarktrellen op 24 maart en 8 april 1975 was de sloop van nog in goede staat verkerende woningen op het tracé van de aanleg van de Oostlijn van de Amsterdamse metro, die moesten wijken voor de tunnelbouw.
Tegenover het inmiddels gerestaureerde Huis De Pinto geeft het, met afbeeldingen van schedels gesierde, Zuiderkerkhofspoortje toegang tot het Zuiderkerkhof. Hier ligt rond de Zuiderkerk het nieuwbouwcomplex Pentagon van Theo Bosch en J. van Berge uit 1978. In de jaren tachtig werd aansluitend op het Huis De Pinto nieuwe bebouwing gerealiseerd volgens de bestaande rooilijnen. In het gebouw was van 1975 tot 2012 een openbare bibliotheek gevestigd. In 2014 werd op de begane grond een cultureel-literair ontmoetingscentrum ingericht; op de bovenverdiepingen nam Waag haar intrek.

### Trams
In 1904 ging de elektrische tram door de straat rijden. Na het eerste jaar werd deze lijn 7 vernummerd tot lijn 8. Deze reed tussen Centraal Station en Weesperzijde en werd later verlengd naar de Rivierenbuurt. Lijn 8 is opgeheven in 1942. Van 1945 tot 1948 reed lijn 26 hier; daarna de in 1955 verbuste lijn 11.

## Bekende bewoners
- Adèle Bloemendaal
- Drs. P

## Afbeeldingen

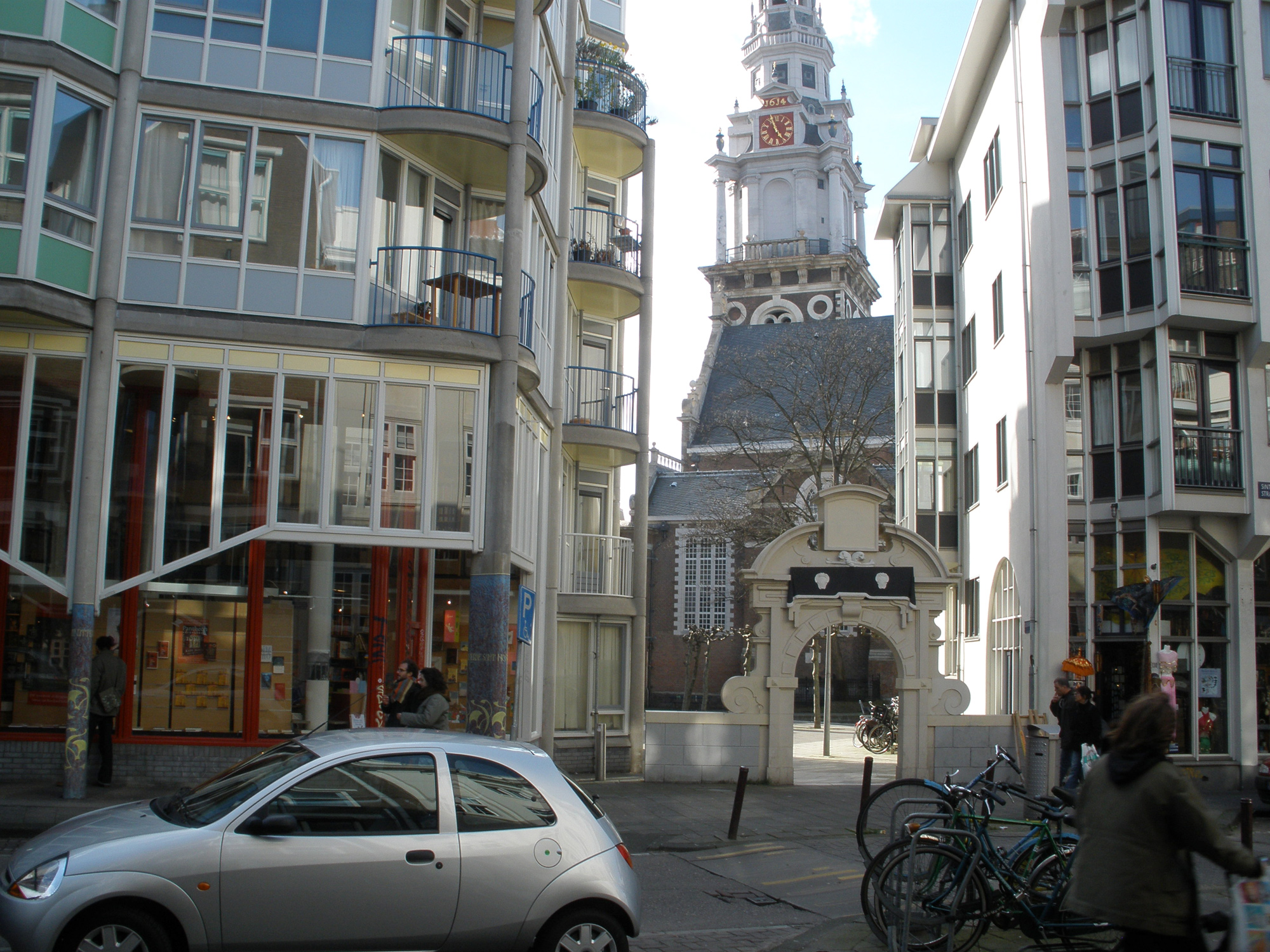
De Sint Antoniesbreestraat met zicht op het Zuiderkerkhofspoortje, dat toegang geeft tot het Zuiderkerkhof, het plein rond de Zuiderkerk
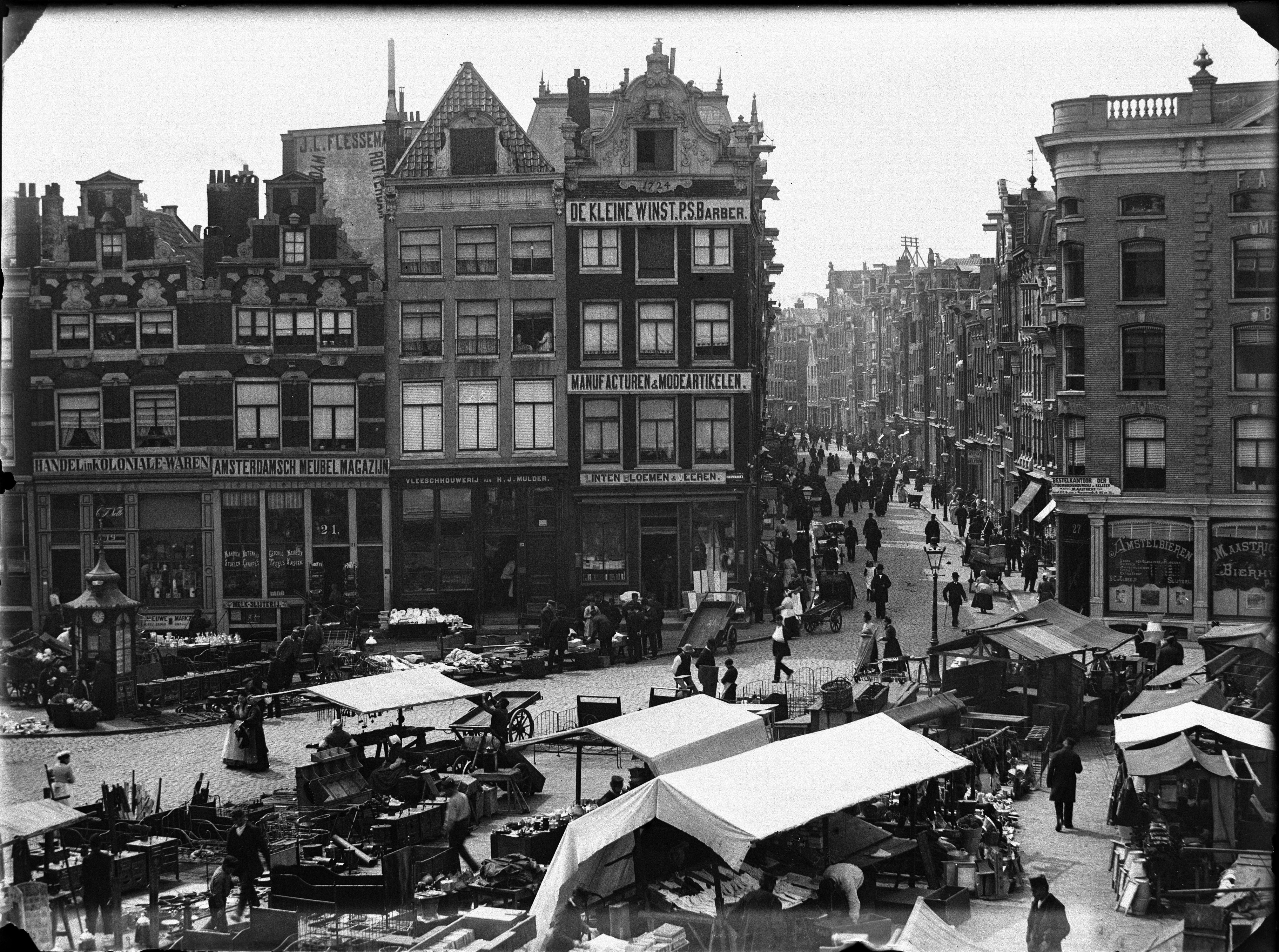
De ingang van de Sint Antoniesbreestraat aan de Nieuwmarkt in 1890 door Jacob Olie
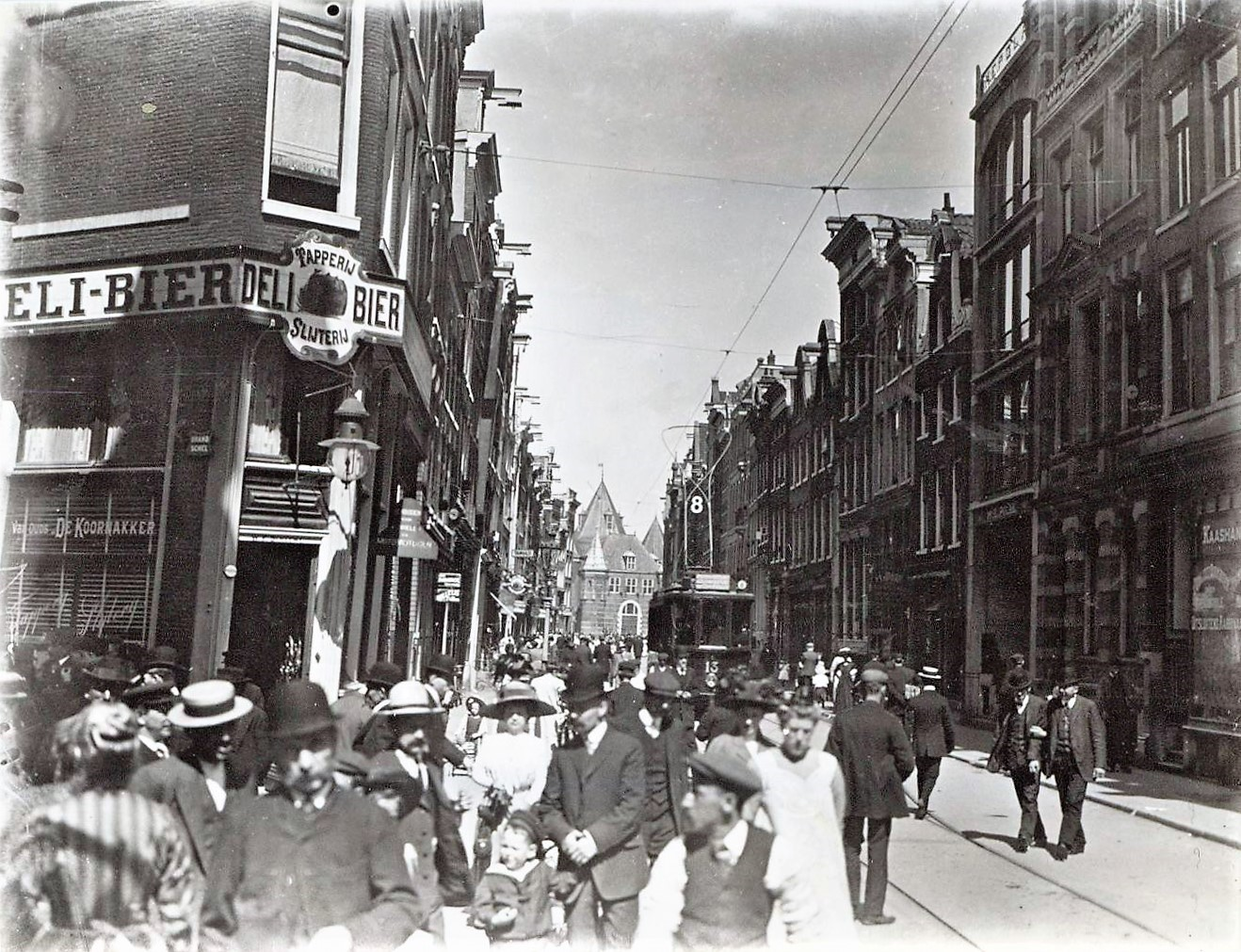
De Sint Antoniesbreestraat op de hoek met de Nieuwe Hoogstraat in 1919.
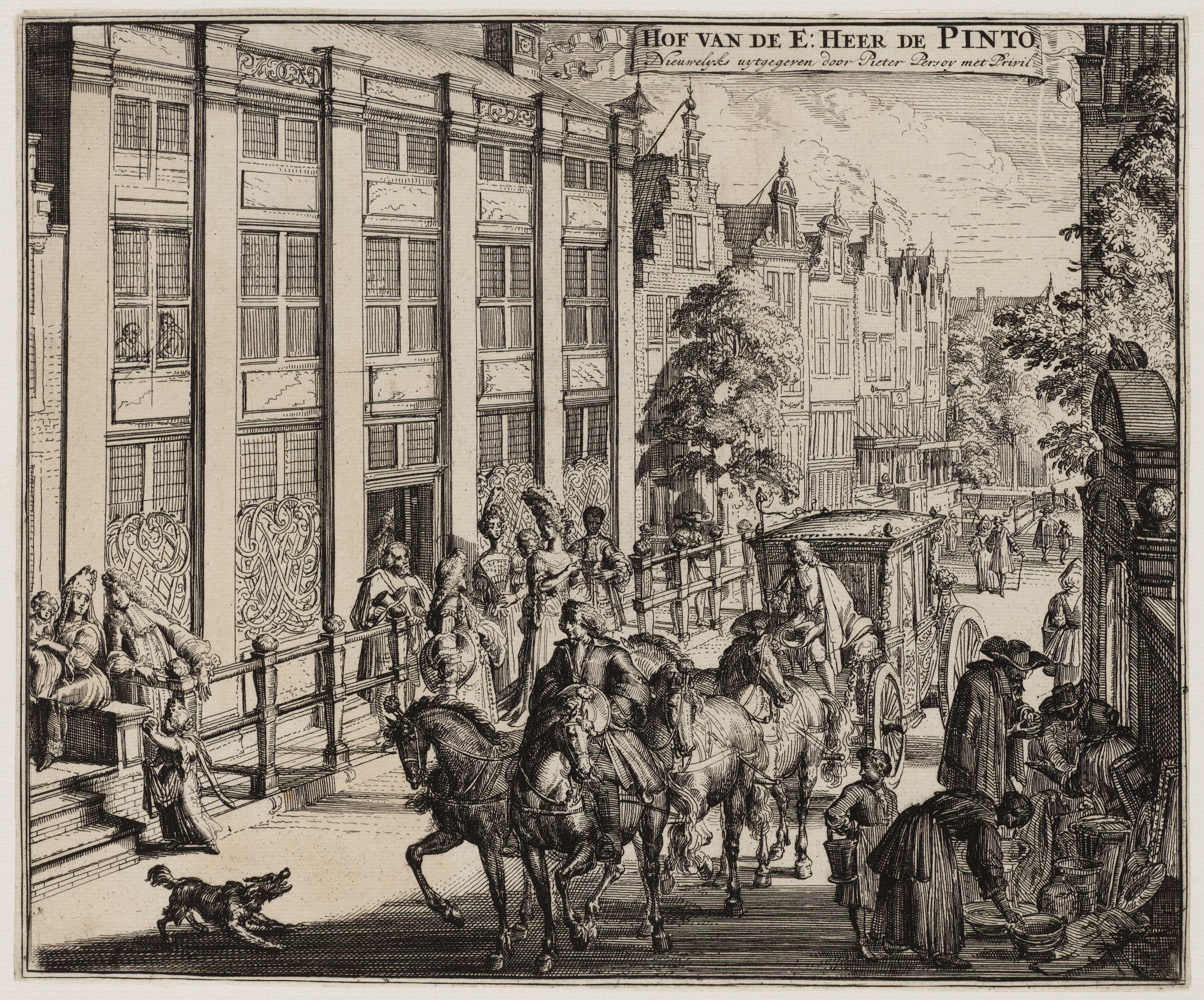
De Sint Antoniesbreestraat, gravure uit ca. 1690. Links het Huis De Pinto, rechts het Zuiderkerkhofpoortje Bron: bma.amsterdam.nl
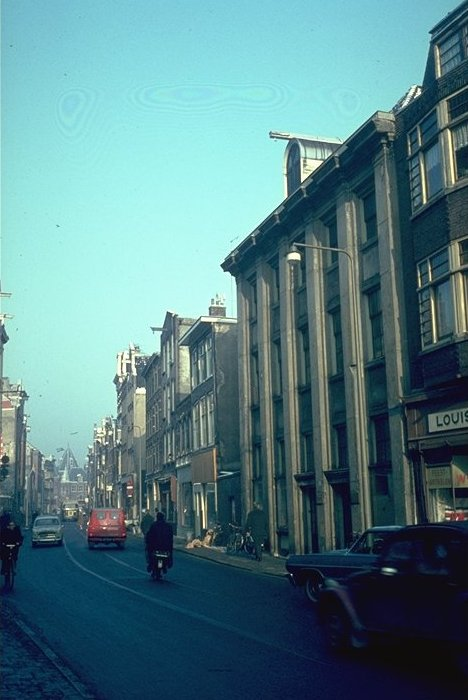
De Sint Antoniesbreestraat met het Huis De Pinto, ca. 1960. Bron: bma.amsterdam.nl
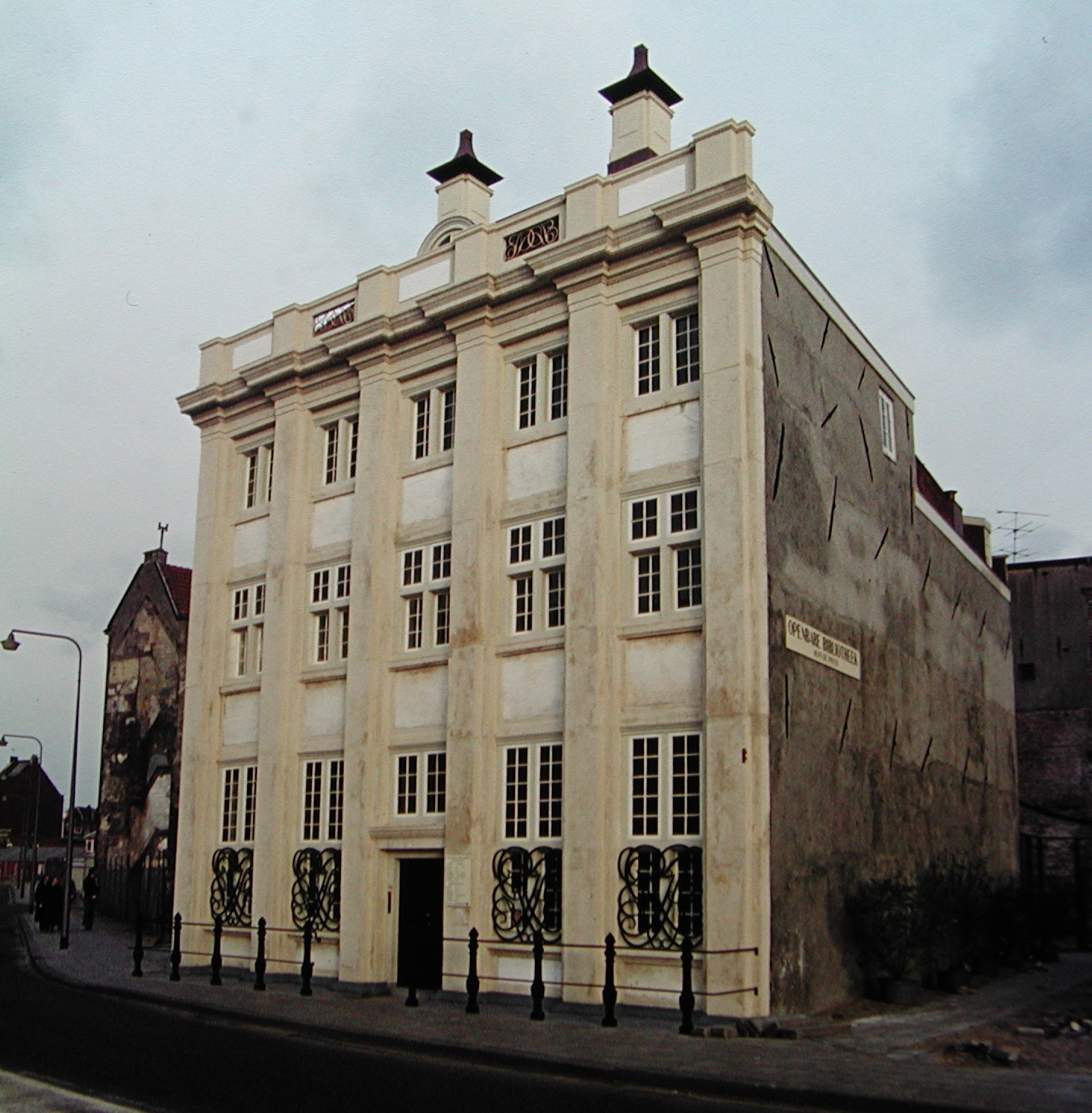
Het Huis De Pinto, ca. 1975, nadat de andere huizen waren afgebroken
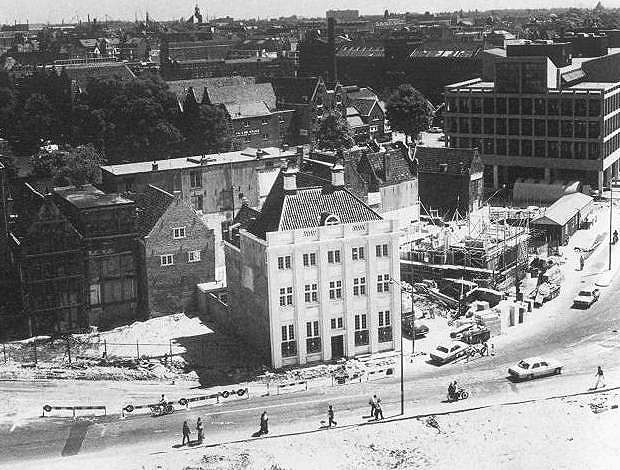
Het Pintohuis eenzaam in de Sint Antoniesbreestraat na de sloop van de meeste overige bebouwing.
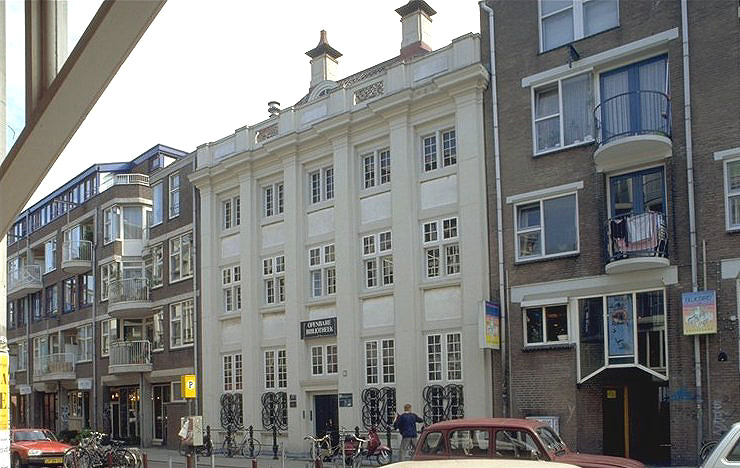
Huis De Pinto in 2007, met nieuwere bebouwing ernaast.
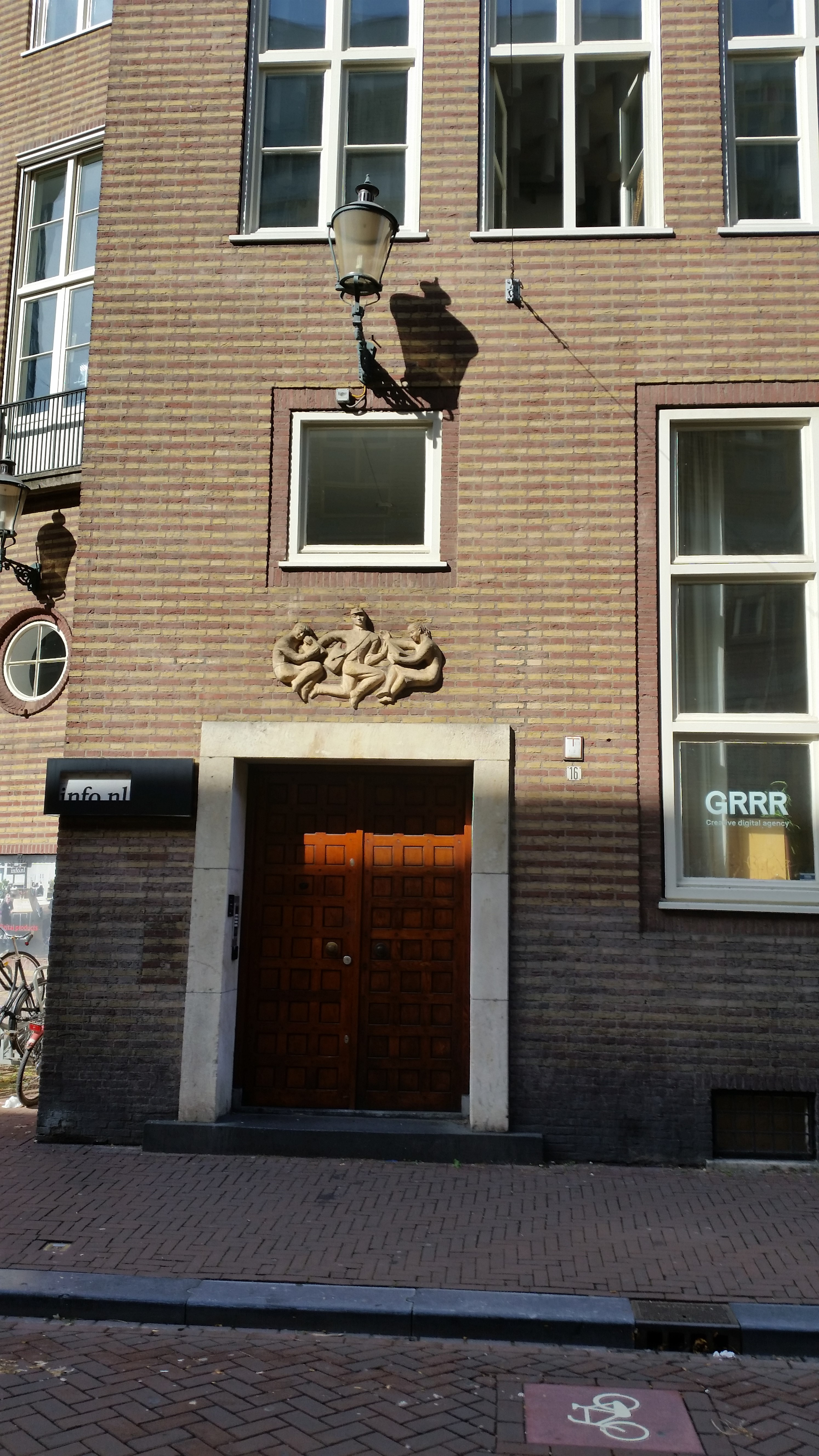
Gevelornament op nr. 16, overblijfsel van een postkantoor uit 1955
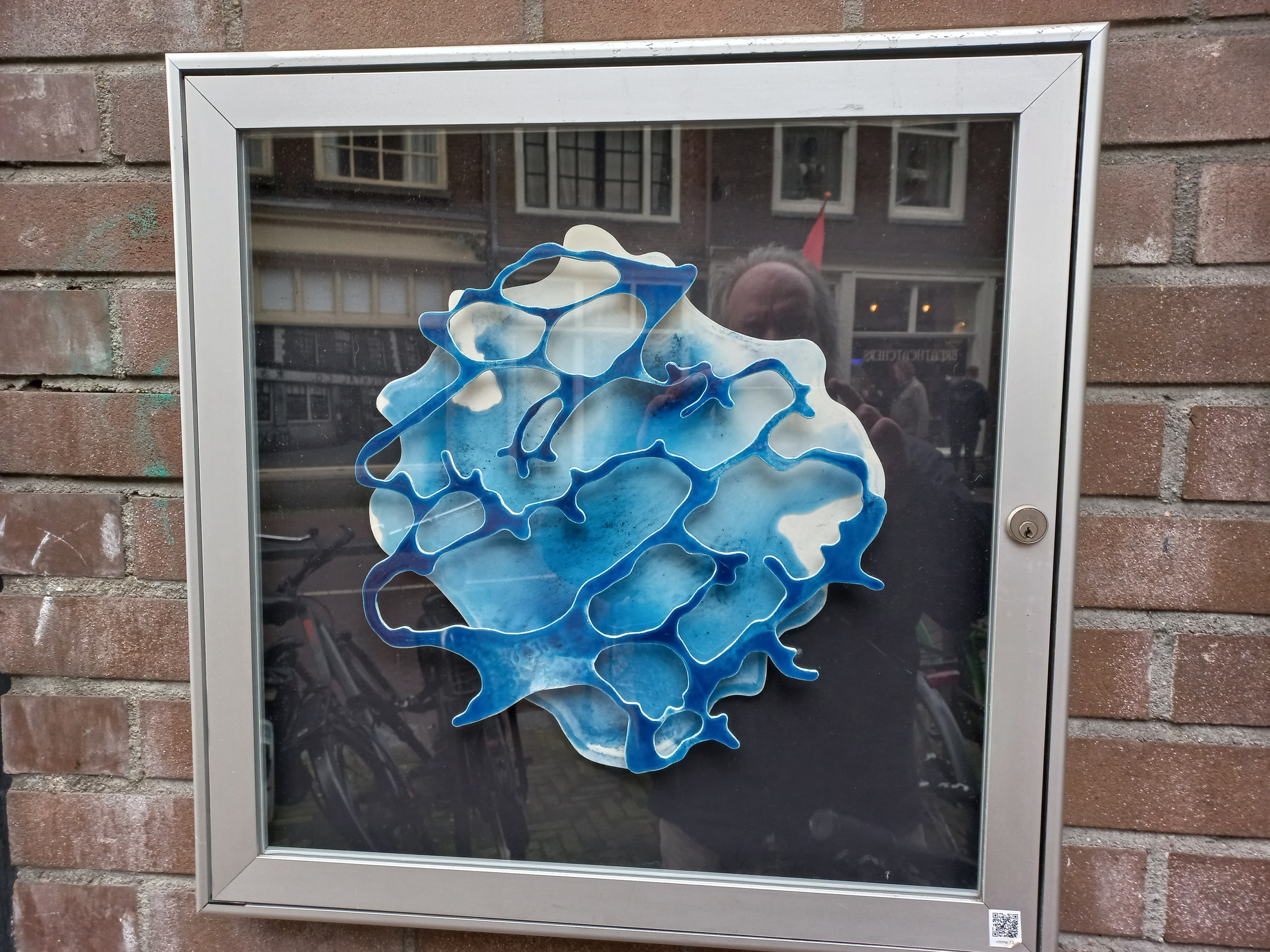
Werk van René Smulders in maart 2023